# Dmítrove
Dmítrove (en (ucraïnès): Дмитрове) és un poble de la República Autònoma de Crimea a Ucraïna, que el 2014 tenia 265 habitants. Pertany al districte de Simferòpol.